# NK Rudar Velenje
Nogometni klub Rudar Velenje (normalt bare kendt som Rudar Velenje) er en slovensk fodboldklub fra byen Velenje.
Klubben spiller i landets bedste liga, og har hjemmebane på Ob Jezeru stadion. Klubben blev grundlagt i 1948.

## Titler
- Slovenske pokalturnering (1): 1997–98. [1]

## Historiske slutplaceringer

### Prva liga
| Sæson   | Niveau | Liga      | Placering | Kilder |
| ------- | ------ | --------- | --------- | ------ |
| 2015-16 | 1.     | Prva līga | 7.        | [ 2 ]  |
| 2016-17 | 1.     | Prva līga | 7.        | [ 3 ]  |
| 2017-18 | 1.     | Prva līga | 4.        | [ 4 ]  |
| 2018-19 | 1.     | Prva līga | 7.        | [ 5 ]  |
| 2019-20 | 1.     | Prva liga | 10.       | [ 6 ]  |
| 2019–20 | 2.     | 2. liga   | 8.        | [ 7 ]  |